# 凱里 (喬治亞州格林縣)
凱里（英語：Carey）是位於美國喬治亞州格林縣（Greene County）的一個非建制地區。該地的面積和人口皆未知。

## 地理
凱里的座標為33°52′51″N 83°16′09″W / 33.88083°N 83.26917°W，而該地的平均海拔高度為187米（即482英尺）。